# The Gift (Midge Ure)
The Gift è l'album di debutto del cantante scozzese Midge Ure, membro degli Ultravox.
L'album è stato pubblicato nel 1985 dall'etichetta discografica EMI ed è stato promosso dai singoli If I Was, The Certain Smile e Wastelands.
L'album conteneva una cover della canzone Living in the Past (album), singolo dei Jethro Tull e una di The Man Who Sold the World di David Bowie.

## Tracce
CD (EMI 8 52963 2)
1. If I Was - 5:22 (Midge Ure, Danny Mitchell)
2. When the Wind Blows - 4:07 (Midge Ure, Danny Mitchell)
3. Living in tha Past - 4:35 (Ian Anderson)
4. The Certain Smile - 4:08 (Midge Ure, Danny Mitchell)
5. The Gift - 5:00 (Midge Ure)
6. Antilles - 4:08 (Midge Ure)
7. Wastelands - 4:40 (Midge Ure, Danny Mitchell)
8. Edo - 3:24 (Midge Ure)
9. The Chieftain - 4:45 (Midge Ure)
10. She Cries - 4:12 (Midge Ure, Danny Mitchell)
11. The Gift (Reprise) - 1:45 (Midge Ure)
12. Mood Music - 3:30 (Midge Ure)
13. Piano - 2:28 (Midge Ure)
14. The Man Who Sold the World - 5:37 (David Bowie)
15. The Gift (Instrumental) - 5:11 (Midge Ure)

## Classifiche
| Classifica (1985) | Posizione raggiunta |
| ----------------- | ------------------- |
| Regno Unito       | 2                   |
| Nuova Zelanda     | 24                  |
| Svezia            | 25                  |
| Germania          | 28                  |